# Ray Nagin
Clarence Ray Nagin Jr. (New Orleans, 11 giugno 1956) è un politico statunitense.
Membro del Partito Democratico, è stato sindaco di New Orleans dal 2002 al 2010.
Nel 2014 è stato condannato a 10 anni di carcere per corruzione.